# 丹兌縣
丹兌縣為緬甸若開邦轄下的縣，其區域面積為10,542平方公里，2014年人口357,840人。該縣下分2個鎮區。丹兌為該縣之首府。

## 行政區劃
丹兌縣下轄2鎮區：
- 古亞鎮區（Gwa Township）
- 丹兌鎮區（Thandwe Township）